# Saint-Laurent-de-Gosse
Saint-Laurent-de-Gosse (gaskonsko Sent Bertomiu) je naselje in občina v francoskem departmaju Landes regije Akvitanije. Naselje je leta 2009 imelo 541 prebivalcev.

## Geografija
Kraj leži v pokrajini Gaskonji 32 km jugozahodno od Daxa, 21 km vzhodno od Bayonna.

## Uprava
Občina Saint-Laurent-de-Gosse skupaj s sosednjimi občinami Biarrotte, Biaudos, Ondres, Saint-André-de-Seignanx, Saint-Barthélemy, Saint-Martin-de-Seignanx in Tarnos sestavlja kanton Saint-Martin-de-Seignanx s sedežem v Saint-Martinu. Kanton je sestavni del okrožja Dax.

## Zanimivosti
- cerkev sv. Lovrenca,
- dvorec château de Montpellier iz 18. stoletja, ob reki Adour.

- Sv. Lovrenc
- Château de Montpellier